# Leongatha
Leongatha (4 504 habitants) est une localité de l'État du Victoria, en Australie, à 135 km au sud-est de Melbourne et à 59 km au sud-ouest de Morwell située sur la South Gippsland Highway. Elle est située au pied de la Chaîne Strzelecki.

## Événements
Les habitants de cette localité ont ressenti le tremblement de terre de magnitude 5,2à 5,4 avec des répliques à 3,1, qui secoua le Victoria le 19 juin 2012,.

## Personnalités
Drew Ginn (1974-), triple champion olympique en aviron.
Eleanor Patterson (1996-), native de Leongatha, athlète, spécialiste du saut en hauteur, championne du monde en 2022 à Eugene.